# Арчегова, Инна Борисовна
Инна Борисовна Арчегова (28 августа 1931, Кутаиси — 6 мая 2020, Сыктывкар) — советский и российский учёный почвовед-агрохимик, ведущий специалист в области биологии и микробиологии почв, доктор биологических наук, профессор.

## Биография
Родилась 28 августа 1931 года в Кутаиси.
С 1949 по 1954 год обучалась на биолого-почвенном факультете Ленинградского государственного университета, который окончила с отличием. С 1954 по 1957 год на научно-исследовательской работе в Архангельском научно-исследовательском стационаре Академии наук СССР в качестве научного сотрудника геологической научной группы.
В 1957 года на научно-исследовательской работе в Институте биологии Коми филиале АН СССР — Коми научном центре УрО РАН в качестве младшего, старшего и ведущего научного сотрудника, членом Учёного и Диссертационного совета этого института, основная научная деятельность была связана с  изучением особенностей почвообразования Севера, в том числе под руководством профессора И. С. Хантимера в качестве специалиста почвоведа занималась научными  исследованиями по выявлению возможностей сельскохозяйственного использования тундровых земель. С 1991 года по инициативе и под руководством И. Б. Арчеговой в Институте биологии проводились Всероссийские и Международные конференции по вопросам освоения Севера и проблем природовосстановления.
С 1988 года помимо научной занималась и педагогической работой в Сыктывкарском лесном институте и в Ухтинском индустриальном институте в качестве преподавателя и профессора кафедры почвоведения. В 1999 году по инициативе и при непосредственном участии И. Б. Арчеговой был подготовлен Указ Главы Республики Коми по созданию
при Институте биологии — Республиканского центра по рекультивации нарушенных земель», созданного для природовосстановления Коми.

### Научно-педагогическая деятельность и вклад в науку
Основная научно-педагогическая деятельность И. Б. Арчеговой была связана с вопросами в области  почвоведения и агрохимии. И. Б. Арчегова занималась исследованиями в области гумусообразования, генезиса почв и сельскохозяйственного использования тундровых земель тундры, занималась  разработкой схемы природовосстановления для нарушенных земель тундры, а та кже экологических проблем, по вопросам связанным с расширяющимся техногенным воздействием на природную среду Крайнего Севера.
В 1968 году защитила диссертацию на соискание учёной степени кандидат биологических наук по теме: «Особенности гумусообразования в Восточно-Европейской тундре», в 1995 году защитила диссертацию на соискание учёной степени  доктор биологических наук по теме: «Экологические особенности почвообразования и схема биологической рекультивации на Крайнем Севере России».  И. Б. Арчеговой было написано более трёхсот научных трудов, в том числе шести монографии, а так же научных статей и публикаций опубликованных в ведущих научных журналах, в том числе в журнале РАН — «Почвоведение».
Скончалась 6 мая 2020 года в Сыктывкаре .

## Основные труды
- Почвы основных микрокомплексов Воркутской тундры и особенности их гумуса. - Сыктывкар, 1967. — 280 с.
- Особенности гумусообразования в почвах Восточно-Европейской тундры. - Сыктывкар: 1972. — 60 с.
- Криогенные проявления в почвах Коми АССР: Докл. на заседании Президиума Коми филиала АН СССР 7 авг. 1974 г. / И. Б. Арчегова, И. В. Забоева. - Сыктывкар : [б. и.], 1974. — 36 с.
- Гумусообразование на севере европейской территории СССР / И. Б. Арчегова; Отв. ред. Д. С. Орлов. - Л. : Наука : Ленингр. отд-ние, 1985. — 137 с.
- Современные проблемы гумусообразования : [сборник статей] / АН СССР, Коми фил. ; [редкол.: И. Б. Арчегова (отв. ред.) и др.]. - Сыктывкар : Коми фил. АН СССР, 1986. — 171 с.
- О биологической сущности почвы : (Методол. пробл. почвоведения) / И. Б. Арчегова, В. А. Федорович. - Сыктывкар : Коми науч. центр УрО АН СССР, 1988. — 35 с.
- Условия и эффективность кормопроизводства в тундре / И. Б. Арчегова, Н. А. Антонов, А. Ф. Шарков; Отв. ред. И. В. Игнатенко; АН СССР, Урал. отд-ние, Коми науч. центр. - Сыктывкар : Коми науч. центр УрО АН СССР, 1988. — 101 с.
- Экологические особенности почвообразования и схема биологической рекультивации на Крайнем Севере России. - Москва, 1995. — 60 c.
- Методологические аспекты изучения почв на современном этапе / И. Б. Арчегова, В. А. Федорович; Рос. акад. наук, Урал. отд-ние, Коми науч. центр, Ин-т биологии. - Екатеринбург : УрО РАН, 2003. — 90 с. — ISBN 5769114061
- Биологическое разнообразие и продуктивность антропогенных экосистем Крайнего Севера / А. Н. Панюков [и др].; отв. ред. И. Б. Арчегова] ; Рос. акад наук, Урал. отд-ние Ин-та биологии. - Екатеринбург : УрО РАН, 2005. — 119 с. — ISBN 5-7691-1622-6
- Освоение Севера и проблемы природовосстановления: доклады VII Всероссийской научной конференции / Российская акад. наук, Уральское отд-ние, Коми науч. центр, Ин-т биологии ; [отв. ред. И. Б. Арчегова]. - Сыктывкар : Коми НЦ УрО РАН, 2010. — 234 с. — ISBN 978-5-89606-401-5
- Формирование лесных экосистем на посттехногенных территориях в таежной зоне: [монография] / [И. Б. Арчегова и др.] ; отв. ред. И. Б. Арчегова ; Российская акад. наук, Уральское отд-ние, Коми научный центр, Ин-т биологии. - Сыктывкар : Ин-т биологии Коми НЦ УрО РАН, 2015. — 138 с. — ISBN 978-5-89606-545-6
- Экологические основы природовосстановления на Севере : учебное пособие / И. Б. Арчегова, А. Н. Панюков ; Минобрнауки России, Федеральное государственное бюджетное образовательное учреждение высшего образования "Ухтинский государственный технический университет" (УГТУ). - Ухта : УГТУ, 2018. — 108 с.[5]

## Награды
- Медаль ордена «За заслуги перед Отечеством» II степени (2007)
- Заслуженный работник Республики Коми (2011)
- Премия Правительства Республики Коми в области научных исследований (2010)
- Почётный ветеран Уральского отделения РАН (20 ноября 2014) — за достигнутые трудовые успехи и многолетнюю плодотворную работу
- Бронзовая медаль ВДНХ (1984)